# Ковалёв, Юрий Павлович
Ковалёв Юрий Павлович (род. 5 августа 1955 года, Орджоникидзе, Северо-Осетинская АССР) – российский военный и государственный деятель, генерал-полковник (2004). 

## Биография
Окончил среднюю школу № 12 в г. Орджоникидзе в 1972 году.
В Вооружённых Силах СССР с 1973 года. Окончил Орджоникидзевское высшее общевойсковое командное училище имени Маршала Советского Союза А. И. Еременко в 1977 году. С 1977 года служил в войсках Забайкальского военного округа, где служил командиром мотострелкового взвода и командиром мотострелковой роты (пос. Даурия). С 1982 года служил в Прибалтийском военном округе: командир учебной роты гвардейского мотострелкового полка, начальник штаба – заместитель командира батальона учебно-боевых машин, с 1985 по 1987 годы — командир учебного мотострелкового батальона учебного мотострелкового полка учебной танковой дивизии (г. Адажи).
Окончил Военную академию имени М. В. Фрунзе в 1990 году. С 1990 года — начальник штаба – заместитель командира мотострелкового полка танковой дивизии Белорусского военного округа, с 1992 года — начальник штаба – заместитель начальника отдела (мотострелкового) базы хранения вооружения и техники (мотострелковых войск) армейского корпуса Ленинградского военного округа.
В 1993 году переведён на службу в систему МЧС России и назначен командиром отдельной спасательной бригады Центрального регионального центра МЧС России. С 1996 года – заместитель начальника, а с марта 1997 года - начальник Центрального регионального центра по делам гражданской обороны, чрезвычайным ситуациям и ликвидации последствий стихийных бедствий МЧС России. Участвовал в организации и проведении поисково-спасательных работ на месте взрыва жилого дома на улице Гурьянова в Москве в сентябре 1999 года, при тушением лесных и торфяных пожаров на территории Московской, Рязанской, Калужской и Владимирской областей в 2002 году. Окончил Российскую академию государственной службы при Президенте России в 1997 году.
С 4 февраля 2004 года — заместитель министра Российской Федерации по делам гражданской обороны, чрезвычайным ситуациям и ликвидации последствий стихийных бедствий. С декабря 2011 года — начальник Департамента территориальной политики  Министерства РФ по делам гражданской обороны, чрезвычайным ситуациям и ликвидации последствий стихийных бедствий.
Указом Президента Российской Федерации  № 751 от 12 июня 2004 года Ковалёву Ю. П. присвоено воинское звание «генерал-полковник».
Указом Президента России от 2 февраля 2017 года освобождён от должности и уволен с военной службы.

## Награды
- орден «За военные заслуги» (11.05.1995)[3]
- орден Почёта
- орден Дружбы
- медали
- Почётная грамота правительства Российской Федерации
- ведомственные награды